# Vouivria
Vouivria damparisensis
Genre
Espèce
Vouivria est un genre fossile de dinosaures sauropodes du Jurassique supérieur (Oxfordien). Il est connu par une espèce unique, Vouivra damparisensis, dont les restes fossiles ont été retrouvés dans une carrière située à Damparis, dans le département du Jura en France.

## Systématique
Le genre Vouivria et l'espèce Vouivra damparisensis ont été décrits en 2017 par les paléontologues Philip David Mannion (d), Allain et Olivier Moine (d).

## Étymologie
Son épithète spécifique, composée de damparis et du suffixe latin -ensis, « qui vit dans, qui habite », lui a été donnée en référence au lieu de sa découverte, la commune de Damparis dans le département du Jura.
Le nom générique, Vouivria, dérive du terme « vouivre » en ancien français, lui-même dérivant du latin vipera, « vipère ». En Bourgogne-Franche-Comté, où l'holotype a été découvert, la Vouivre est le nom donné à une créature mythologique.

## Publication originale
- (en) Philip D. Mannion, Ronan Allain et Olivier Moine, « The earliest known titanosauriform sauropod dinosaur and the evolution of Brachiosauridae », PeerJ, PeerJ Publishing (d), vol. 5,‎ 2 mai 2017, e3217 (ISSN 2167-8359, OCLC 793828439, PMID 28480136, PMCID 5417094, DOI 10.7717/PEERJ.3217, lire en ligne).